# 石川雅望

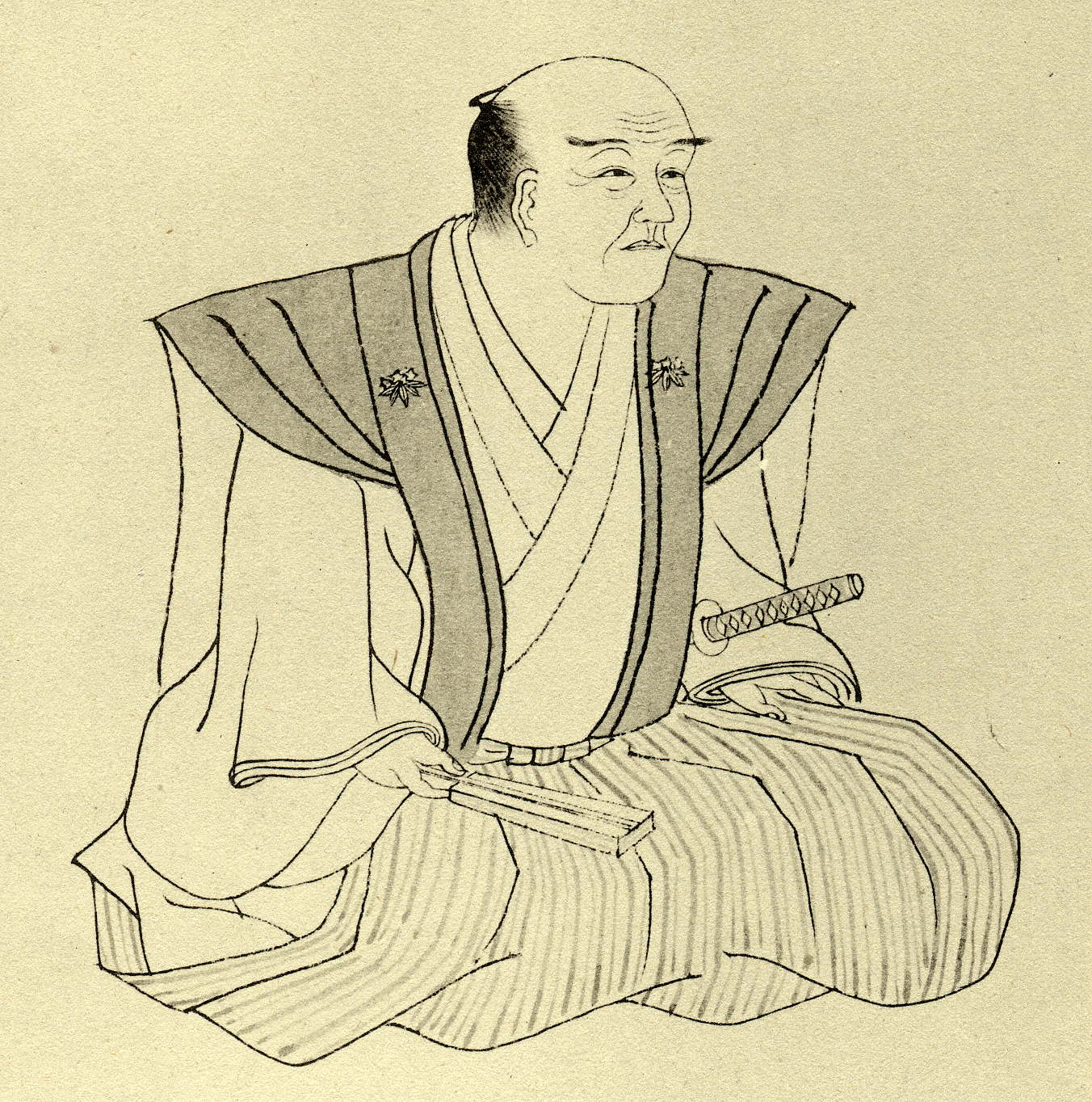
石川雅望 『国文学名家肖像集』より

石川 雅望（いしかわ まさもち、宝暦3年12月14日〈1754年1月7日〉 - 文政13年閏3月24日〈1830年5月16日〉）は、江戸時代後期の狂歌師、国学者、戯作者。本名は糠屋 七兵衛（ぬかや しちべえ）、後に石川 五郎兵衛（いしかわ ごろべえ）に改めた。字は子相、号は六樹園・五老山人・逆旅主人・蛾術斎など。狂名は宿屋 飯盛（やどやの めしもり）。国学方面では石川雅望を名乗った。

## 生涯
浮世絵師の石川豊信（旅籠屋糟屋七兵衛）の五男として、江戸に生まれた。少年時代に和学を津村綜庵、漢学を古屋昔陽に学ぶ。狂歌ははじめ岸文笑（頭光）に学び、大田南畝（四方赤良）のもとで学び、文笑らと「伯楽連」を結成する。『俳優風』『徳和歌後万載集』『故混馬鹿集』に入集し、蔦屋重三郎と組んで刊行した『吾妻曲狂歌文庫』（1786年（天明6年）刊、北尾政演画）や『古今狂歌袋』（1787年（天明7年）刊、北尾政演画）、『画本虫撰』（1787年（天明7年）、喜多川歌麿画）などの狂歌絵本の刊行によって、狂歌師の地位を不動のものにする。天明末年には鹿都部真顔・銭屋金埒・頭光とともに狂歌四天王と称されるが、1791年（寛政3年）家業に関する冤罪によって、狂歌界から退く。
1812年（文化9年）に狂歌界へ復帰する間に、古典文学研究や和文章の錬磨に打ち込み、大田南畝主宰「和文の会」に参加したり、狂歌グループ「五側」を結成したりした。復帰後は真顔と狂歌界を二分した。
1830年（文政13年）死去。享年78。

## 著作
狂歌活動のほかに、読本・狂文・和文・国学など多方面に著作を残した。
国学
- 『雅言集覧』（雅語用例集）
- 『源註余滴』（『源氏物語』注釈書）

など
狂歌撰集
- 『万代狂歌集』

など
和文集
- 『都の手ぶり』 - 江戸の様子を和文で記述した随筆[4]。

読本
- 『飛騨匠物語』
- 『近江県物語』

など
翻刻
- 『しみのすみか物語』珍書会、1915年
- 『都の手ぶり』（『日本随筆大成』第1期第3巻）吉川弘文館、1927年
- 『こがね草』（同第1期第11巻）吉川弘文館、1928年
- 『ねざめのすさび』（同第3期第1巻）吉川弘文館、1929年
- 塚本哲三校『石川雅望集』有朋堂文庫、1934年
- 宿屋飯盛撰・粕谷宏紀校『万代狂歌集』古典文庫、1972年
- 稲田篤信校訂『石川雅望集』（『叢書江戸文庫』）国書刊行会、1993年
- 六樹園作・葛飾北斎画・須永朝彦訳『飛騨匠物語』（『現代語訳江戸の伝奇小説』）国書刊行会、2002年

### 関連文献
- 粕谷宏紀『石川雅望研究』角川書店 1985
- 稲田篤信『江戸小説の世界 秋成と雅望』ぺりかん社 1991